# Hüse Károly
Hüse Károly (Hajdúszoboszló, 1940. február 5. – Szolnok, 1978. május 26.) magyar katona, érdemes sportoló, polgári és katonai helyen beugró aranykoszorús katonai ejtőernyős.

## Élete
Hüse János mezőgazdasági dolgozó és Gönczi Etelka fia. Az I. számú Általános Iskolában tanult szülővárosában, 1954-ben fejezte be a nyolcadik osztályt. Ezután Budapestre ment szakmunkásképzőbe, ahol péktanulónak állt, 1957 júniusában kapta meg a szakmunkás bizonyítványát. Két évig dolgozott Hajdúszoboszlón a Kossuth utcai pékségben.
1953-tól kezdődően foglalkozott az ejtőernyőzéssel, legelőször 1954. március 29-én ugrott. 1958-ban első helyezést ért el a megyei ejtőernyős bajnokságon, 1960-ban célbaugró magyar bajnok, illetve a válogatott keret tagja lett. 1960. november 14-én hívták be katonának, melyet élethivatásának választott. Először továbbszolgálóként, majd hivatásosként szolgált szakaszvezetői rendfokozatban. 
1964-ben országos- és egyúttal világcsúcsot állított fel Gödöllőn 1000 méteres késleltetett célbaugrásban. Felesége, Jobbágy Emília szintén ejtőernyős volt, ekkoriban Szolnokon laktak. Tiszti vizsgát tett, 1966-ban már alhadnagy volt. Sportolóként szinte az egész világot bejárta, 1976-ban az olaszországi világbajnokságon 5. helyezést ért el. Magyar sportoló addig nem ért el ilyen eredményt. 500. ejtőernyős ugrását 1962-ben hajtotta végre, ezt követte 1965-ben az 1000., 1968-ban a 2000., 1971-ben a 3000., 1974-ben a 4000., 1976-ban az 5000., végül 1977-ben a 6000., melyet Kubában hajtott végre. A világon ötödikként érte el ezt a számot.
1978. május 26-án hunyt el Szolnokon: gyakorló feladatának végrehajtása során, amikor 6262. (más források szerint 6263.) ugrása alkalmával életét vesztette. A Magyar Néphadsereg hősi halottjának tekintette, és posztumusz őrnaggyá léptették elő. Hajdúszoboszlón helyezték örök nyugalomra 1978. június 3-án, katonai tiszteletadás mellett. Két fiúgyermeke maradt árván.

## Emlékezete
Az ő emlékére rendezik meg minden évben a Hüse Károly Ejtőernyős Emlékversenyt. 2009-ben Szolnokon avatták fel mellszobrát.

## Csapattag volt az alábbi világbajnokságokon
- 1964: NSZK
- 1966: NDK, Lipcse
- 1968: Ausztria, Graz
- 1970: Jugoszlávia
- 1972: USA, Kalifornia
- 1976: Olaszország, Róma

## Legjobb eredményei
- 7. helyezés stílusugrásban, a világranglistán 6. helyezés egyéni összetettben
- kétszeres összetett magyar bajnok
- 34-szeres magyar rekorder